# Montégut (Hautes-Pyrénées)
Montégut település Franciaországban, Hautes-Pyrénées megyében. Lakosainak száma 128 fő (2022. január 1.). Montégut Saint-Paul, Aventignan, Bize, Générest, Lombrès, Nestier, Saint-Laurent-de-Neste és Seich községekkel határos.

## Népesség
A település népességének változása:
| Lakosok száma | 133  | 133  | 135  | 135  | 135  | 137  | 134  | 131  | 128  |
|               | 2013 | 2015 | 2016 | 2017 | 2018 | 2019 | 2020 | 2021 | 2022 |